# Mamšit

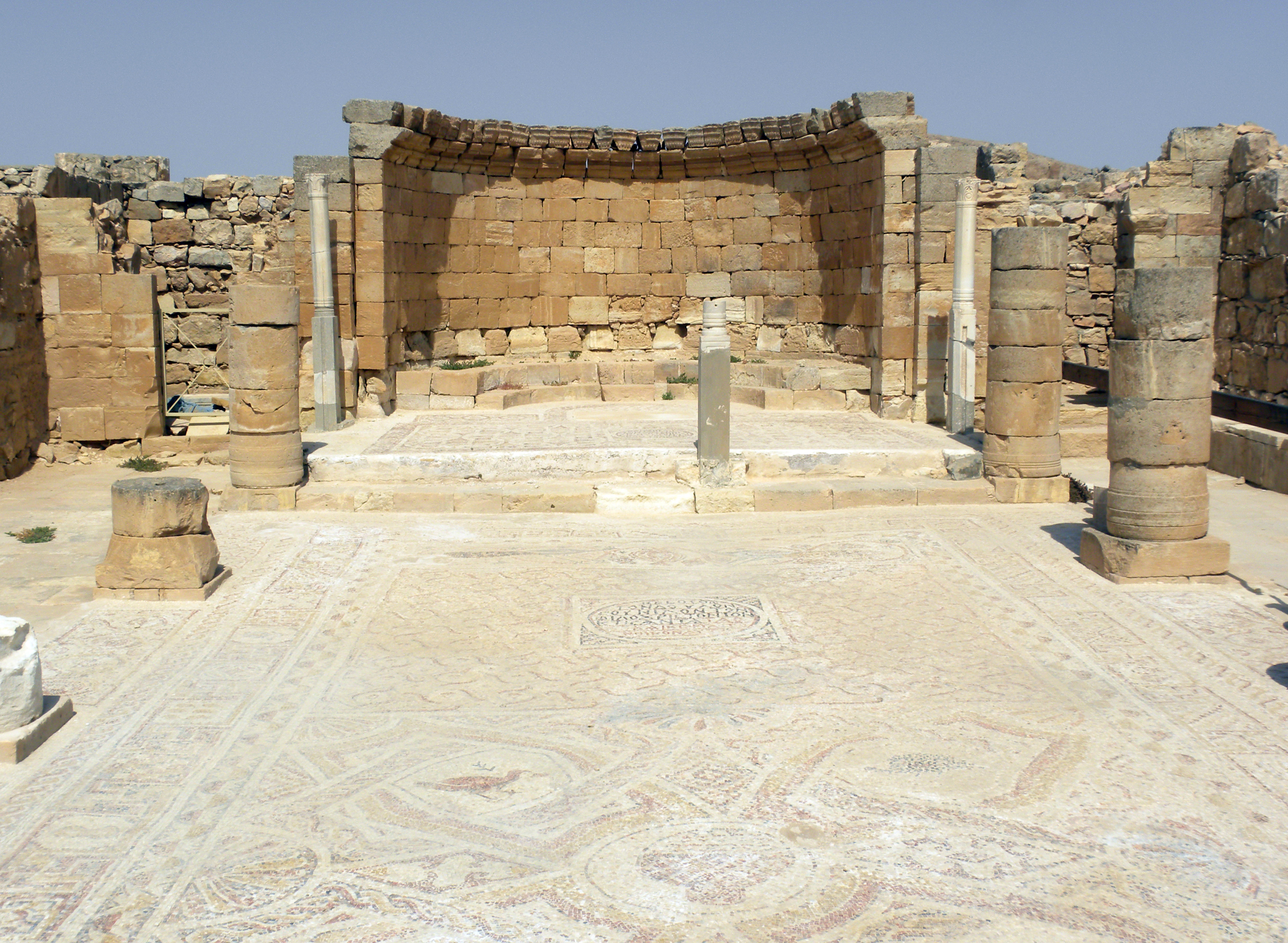
St. Nilus Church.

Mamšit (hebrejsky ממשית) bylo starověkým nabatejským městem v Negevské poušti, které sloužilo jako významná obchodní stanice na kadidlové stezce a centrum chovu závodních koní. Krom památek z období Nabatejců se dnes na tomto místě nachází také pozůstatky kostelů z římského a byzantského období. Dnešní pojmenování města je odvozeno právě z římsko-byzantského názvu Memphis.
V tomto městě byl objeven poklad (dosud největší, jaký kdy byl v Izraeli nalezen), který obsahoval 10 500 stříbrných mincí, 158 liber olověných prutů a části řeckých textů psaných na papyru.
Roku 2005 byl Mamšit zapsán na seznam světového dědictví UNESCO.

## Historie
První nabatejské město na místě Mamšitu bylo vybudováno v druhé polovině 1. století př. n. l.. Stejně jako ostatní nabatejská sídla sloužil i Mamšit jako obchodní stanice pro karavany, které mířily z Petry do Gazy. Později bylo město významné i chovem koní.
Po roce 106, kdy město padlo do rukou Římanů, v něm byla umístěna vojenská posádka, který měla střežit jižní hranici impéria, a v okolí byly postaveny hráze na zadržování vody.
Ve 3. století však Mamšit doplatilo na hospodářskou krizi, která zasáhla celou římskou říši. Přestaly se stavět hippodromy (závodiště pro koně), takže dramaticky klesla poptávka po mamšitských závodních koních. V byzantském období (3. – 5. století) zbylí obyvatelé města (asi 1 000) konvertovali ke křesťanství a postavili dva kostely. V důsledku islámské expanze na počátku 7. století se však město vylidnilo a dodnes z něj zbyly pouhé zbořeniny.
V roce 1948 se tu poblíž nacházela policejní základna Kurnub, kterou dobyli Izraelci v listopadu 1948 v rámci Operace Lot. Roku 2005 byl Mamšit spolu s dalšími nabatejskými pouštními městy (Avdat, Chaluca a Šivta) zapsán na seznam světového dědictví UNESCO.